# 房彥詢
房彦询（?—?），东清河郡绎幕县（今山东省淄博市博山区）人，庄武简侯房法寿玄孙，房伯熊长子，房彦诩、房彦谦的兄长，房玄龄的伯父。
房彦询作为北魏勋门嫡孙，赐爵永始县子，被叔叔房豹所爱重。房彦询病卒时，房豹亲送柩还乡，悲痛伤惜，以为丧失了当家之宝。房彦询年轻时为监馆，接待陈使江总，受江总赏识。南陈灭亡，江总入关中，见到房彦谦说：“你是监馆之弟吗？”惨然而言：“昔因将命，得申言款。”房彦询所赠江总之诗，载录在江总文集。